# Fred Davis (giocatore di snooker)
Fred Davis (Chesterfield, 14 agosto 1913 – Denbighshire, 16 aprile 1998) è stato un giocatore di snooker inglese, professionista dal 1929 al 1993 ed otto volte campione del mondo (1948, 1949, 1951, 1952, 1953, 1954, 1955 e 1956).